# Hans Andersson i Könnestorp
Hans Andersson (i riksdagen kallad Andersson i Könnestorp), född 1770 i Kville socken i Göteborgs och Bohus län, död där cirka 1829, var en svensk riksdagsman i bondeståndet.
Andersson företrädde Kville, Bullarens, Vette och Tanums härader av Göteborgs och Bohus län vid riksdagarna 1809–1810 och 1810 samt för Kville och Tanums härader 1817–1818.
Vid 1809–1810 års riksdag var han elektor för bondeståndets utskottsval och ledamot i lagutskottet. Han var vid 1810 års urtima riksdag elektor för ståndets utskottsval och ledamot i förstärkta statsutskottet. Under den urtima riksdagen 1817–1818 var han ledamot i bondeståndets enskilda besvärsutskott och suppleant i statsutskottet. Han fick tillstånd att lämna riksdagen.